# Nova Milanese
Nova Milanese ist eine Stadt mit 23.160 Einwohnern (Stand 31. Dezember 2023) in der italienischen Provinz Monza und Brianza, in der Region Lombardei. Der ursprüngliche Name war nur „Nova“, er wurde später zur Unterscheidung von anderen gleichlautenden Gemeinden in Italien um „Milanese“ ergänzt. Der Ortsname ist nicht zu verwechseln mit Novate Milanese, das nur wenige Kilometer entfernt weiter im Osten in der Metropolitanstadt Mailand liegt. 
Die Nachbarorte sind Cinisello Balsamo, Monza, Muggiò, Paderno Dugnano, Cusano Milanino, Sesto San Giovanni und Bresso.
Nova Milanese liegt verkehrsgünstig nur 16 km von Mailand und 6 km von Monza entfernt. Der Ort war bis zu Beginn des 20. Jahrhunderts durch Landwirtschaft geprägt. Der 1881 eröffnete Kanal Villoresi, der die Stadt durchkreuzt, begünstigte den Transport landwirtschaftlicher Produkte zu den jeweiligen Märkten und ermöglichte eine bessere Bewässerung des Bodens. Nach dem Zweiten Weltkrieg entwickelte sich Nova Milanese zu einem rasch wachsenden Industriestandort vor allem für kleinere und mittelständische Betriebe.

## Demografie
Einwohnerentwicklung von Nova Milanese bis 2001:

## Persönlichkeiten
- Den Harrow (* 1962), Dressman